# 无翅猪毛菜
无翅猪毛菜（学名：Salsola komarovii）为苋科猪毛菜属的植物。分布于朝鲜、日本、远东地区以及中国大陆的东北、山东、浙江、江苏、河北等地，生长于海拔500米至3,800米的地区，常生于海滨或河滩砂质土壤，目前尚未由人工引种栽培。